# Tipula (Lunatipula) graeca
Tipula (Lunatipula) graeca is een tweevleugelige uit de familie langpootmuggen (Tipulidae). De soort komt voor in het Palearctisch gebied.